# Cleidogona sublettei
Cleidogona sublettei är en mångfotingart som beskrevs av Ottis Robert Causey 1954. Cleidogona sublettei ingår i släktet Cleidogona och familjen Cleidogonidae. Inga underarter finns listade i Catalogue of Life.